# Burgsdorf
Burgsdorf is een plaats en voormalige gemeente in de Duitse deelstaat Saksen-Anhalt, en maakt deel uit van de Landkreis Mansfeld-Südharz.

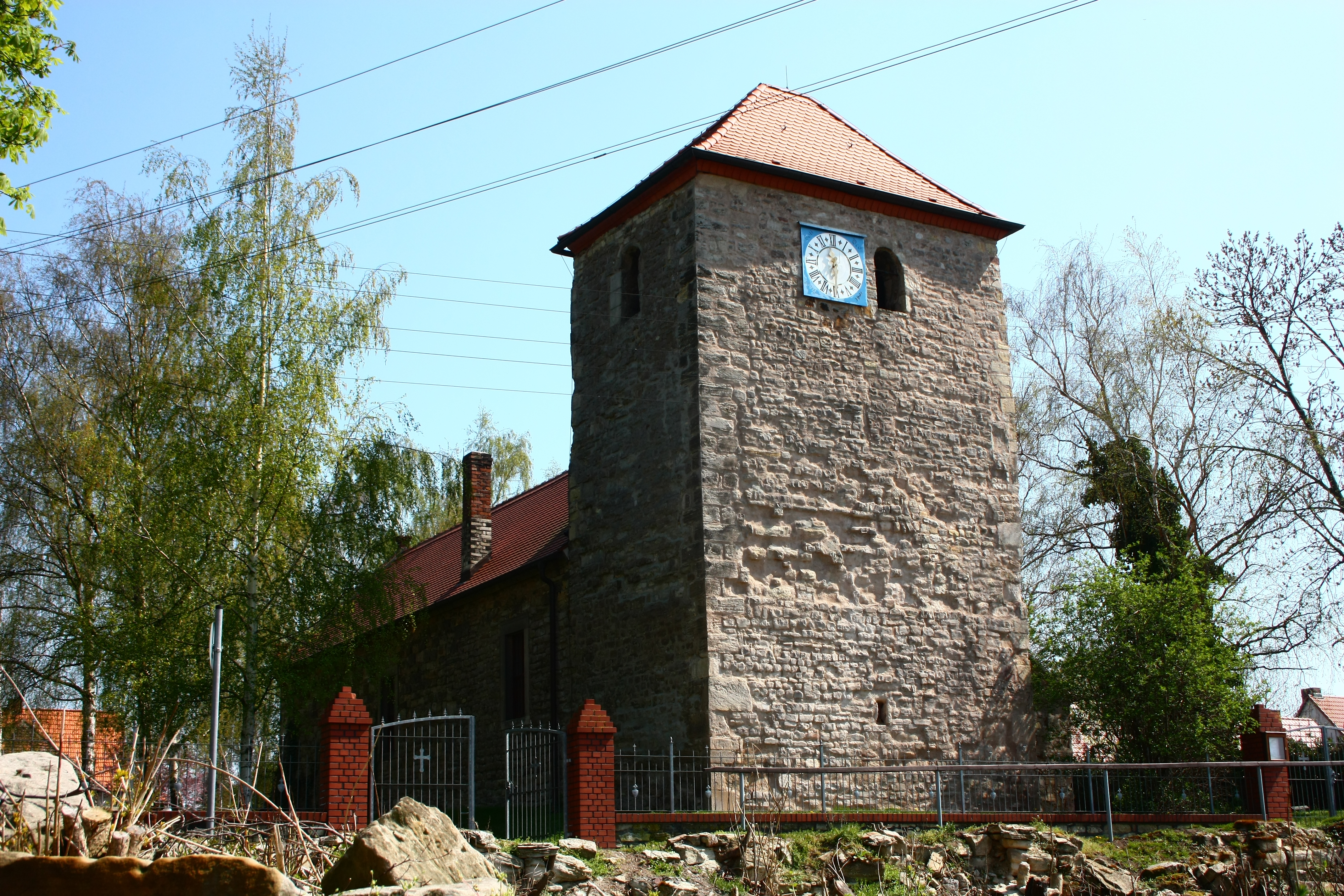
Dorpskerk van Burgsdorf

Burgsdorf telt 219 inwoners.